# Ошева Клавдія Миколаївна
Клавдія Миколаївна О́шева (14 лютого 1919, Маньчжурія — 18 вересня 1994, Одеса) — українська художниця; член Спілки радянських художників України з 1970 року.

## Біографія
Народилася 14 лютого 1919 року на станції Маньчжурії (нині місто в автономному регіоні Внутрішній Монголії Китайської Народної Республіки). Протягом 1941—1945 років працювала художницею виробничо-творчого об'єднання художників КазІЗО в Алмати; у 1946—1948 роках — ізокомбінату у Львові. 1954 року закінчила Львівський інститут прикладного та декоративного мистецтва, де навчалася у Йосипа Бокшая, Романа Сельського.
З 1964 року працювала художницею Одеського відділення Художнього фонду України. Мешкала в Одесі в будинку на вулиці Пастера, № 29 а, квартира № 53. Померла в Одесі 18 вересня 1994 року. Похована в Одесі на Другому християнському цвинтарі.

## Творчість
Працювала в галузях декоративного мистецтва та станкового живопису. У реалістичній манері створювала тематичні картини, портрети, пейзажі, натюрморти. Серед робіт:
- «Ранок у Карпатах» (1957);
- «Портрет мами» (1960);
- «Квітнуть яблуні» (1963);
- «Портрет хірурга Євгена Юрміна» (1963);
- «Архітектор» (1965);
- «Село Козьова. Карпати» (1966);
- «Побачення з майбутнім» (1967);
- «У Карпатах» (1967);
- «Юність» (1968);
- «Стара козацька церква» (1968);
- «Сім'я» (1969);
- «Вулиці Львова» (1969);
- «Натюрморт» (1969);
- «Пісня» (1971);
- «Ранок. Туман» (1971);
- «Лісові квіти» (1972);
- «Седнів» (1972);
- «Седнів. Квітнуть яблуні» (1972);
- «Рибацькі човни. Крим» (1973);
- «Золота осінь» (1973);
- «Осінь у Седневі» (1973);
- «Закарпатське село» (1973);
- «Блакитний ранок» (1974);
- «Дорога на Городню» (1974);
- «Серпень» (1975);
- «Спалений сад» (1975);
- «Сосни в Брюховичах» (1975);
- «Весняний ліс» (1976);
- «Квіти» (1976);
- «Будинок під березами» (1976).

Брала участь в обласних виставках з 1954 року, всеукраїнських — 1961 року, зарубіжних — 1969 року. Персональна виставка відбулася в Одесі у 1977 році.
Деякі роботи зберігаються в Одеському художньому музеї.